# دیگو تینوکو
دیگو تینوکو (انگلیسی: Diego Tinoco؛ زادهٔ ۲۵ نوامبر ۱۹۹۷) بازیگر اهل ایالات متحده آمریکا است.